# Kustřebkotvaré
Kustřebkotvaré (Pezizales) je řád vřeckovýtrusných hub ze třídy Pezizomycetes.

## Popis
Pro kustřebkotvaré je charakteristická převaha pohlavní teleomorfy, u řady druhů se nepohlavní anamorfa ani nevytváří. Pohlavní procesy jsou u tohoto řádu značně rozmanité, od klasického splývání gametangií (gametangiogamie) přes existenci samčích spermatických buněk (gameto-gametangiogamie) až po splývání hyf (somatogamie). Objevuje se i samooplození (autogamie). Plodnice jsou zejména typu apotécium. Mohou být různého tvaru, často jsou zprohýbané a nápadně zbarvené. Na druhou stranu se objevuje i evoluční trend uzavírání plodnic, jako je tuberotécium lanýžů. Plodnice vznikají askohymeniálně, jejich základ je tedy určen místem oplození. Vřecka jsou jednovrstevná a většinou se otevírají víčkem, jsou tedy tzv. operkulátní (např. u tuberotécií jsou však inoperkulátní). Pro vřeckovýtrusé kanonický počet osmi askospor bývá typický i u kustřebkotvarých, ovšem některé druhy produkují na vřecko spor více, nebo méně.
Do řádu kustřebkotvarých se k roku 2024 řadí následující čeledi: Ascobolaceae, Ascodesmidaceae, Caloscyphaceae, Chorioactidaceae, Coprotaceae, Discinaceae, Geomoriaceae, Glaziellaceae, Helvellaceae, Kallistoskyphaceae, Karstenellaceae, Morchellaceae, Otideaceae, Pezizaceae, Pseudombrophilaceae, Pulvinulaceae, Pyronemataceae, Pyropyxidaceae, Rhizinaceae, Sarcoscyphaceae, Sarcosomataceae, Strobiloscyphaceae, Tarzettaceae, Tuberaceae, Wynneaceae. V tomto seznamu nejsou zahrnuty rody incertae sedis.

## Ekologie a zástupci
Kustřebkotvaré zahrnují zejména různé druhy saprotrofů. Typový rod řasnatka (Peziza) roste např. na půdě, spáleništích, trusu, dřevě a udržuje i mykorhizní vztahy. Osidlování spálenišť je charakteristické i pro řadu dalších kustřebkotvarých, které tak lze označit za tzv. antrakofilní houby. Ze řady takových druhů lze jmenovat např. kořenitku nadmutou (Rhizina undulata) či spálenitku uhelnou (Anthracobia melaloma). Z dalších saprotrofů lze zmínit např. druh ohnivec zimní (Microstoma protractum) jakožto specialistu na tlející kusy dřeva ve vlhké půdě; anebo rod hovník (Ascobolus), jehož jméno napovídá, že se často objevuje na zvířecím trusu (nikoli však výhradně). Zástupci vytvářející podzemní plodnice často uzavírají mykorhizní symbiózu se dřevinami, což platí např. pro rod lanýž (Tuber), oříškovec (Hydnotrya) či podzemnička (Genea). Všechny tři zmiňované rody patří do odlišných čeledí, které navíc často zahrnují i zástupce s nadzemními plodnicemi. Z parazitických zástupců lze zmínit na základě českých nálezů popsaný druh zemnička krásnovýtrusá (Octospora pulchrispora), který parazituje na mechu psízubci mnohoplodém (Cynodontium polycarpon), na jehož rhizoidech vytváří hálky.
Některé kustřebkotvaré jsou využívány jakožto konzumní houby, ze zástupců s podzemními plodnicemi zejména lanýže. Naproti tomu ze středoevropských jedlých kustřebkotvarých s nadzemními plodnicemi lze jmenovat různé druhy smržů (Morchella), kačenku českou (Verpa bohemica) či ucháč obrovský (Gyromitra gigas). Naopak ucháč obecný (Gyromitra esculenta) je považován za značně rizikový konzumní druh.

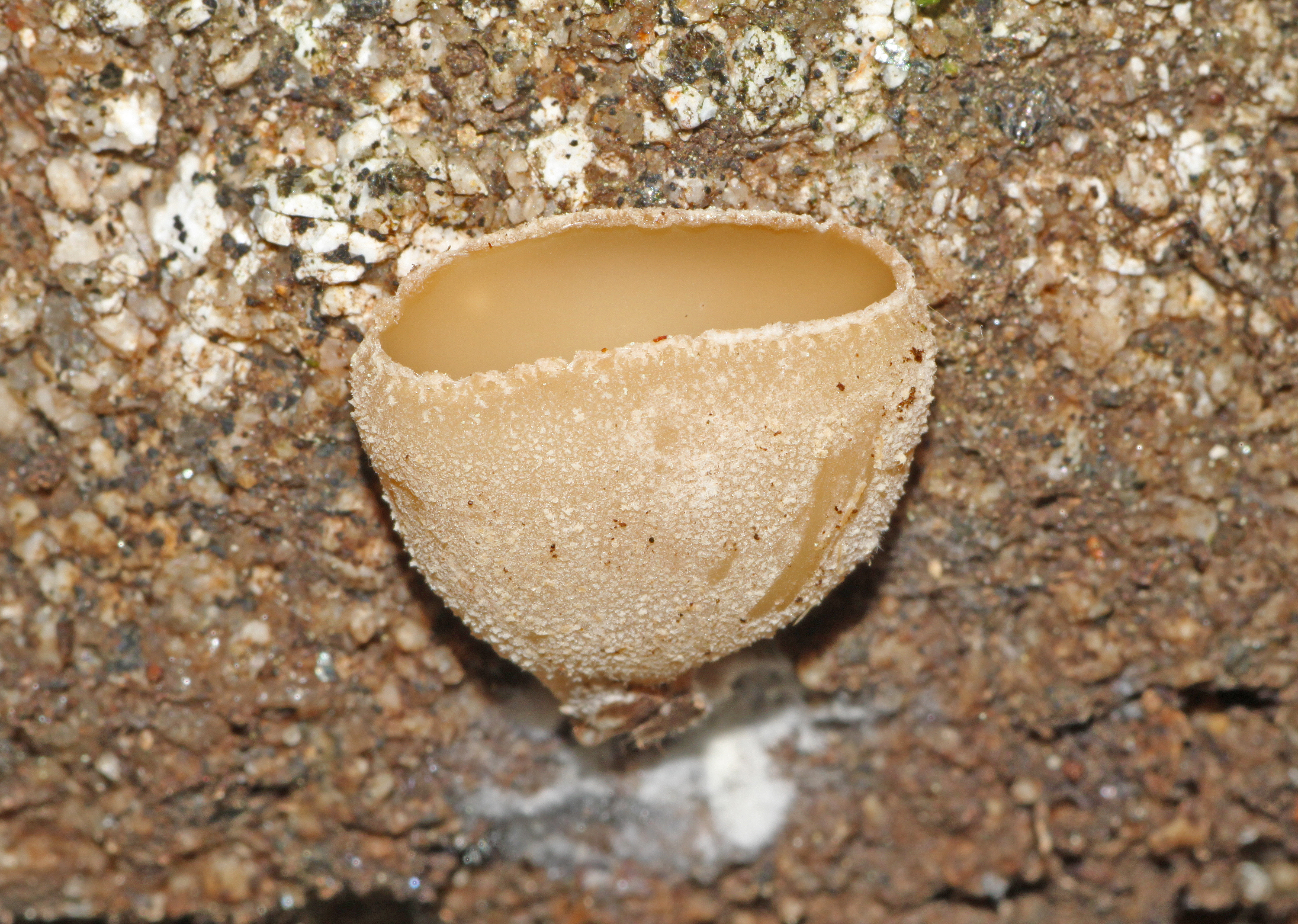
Peziza cerea
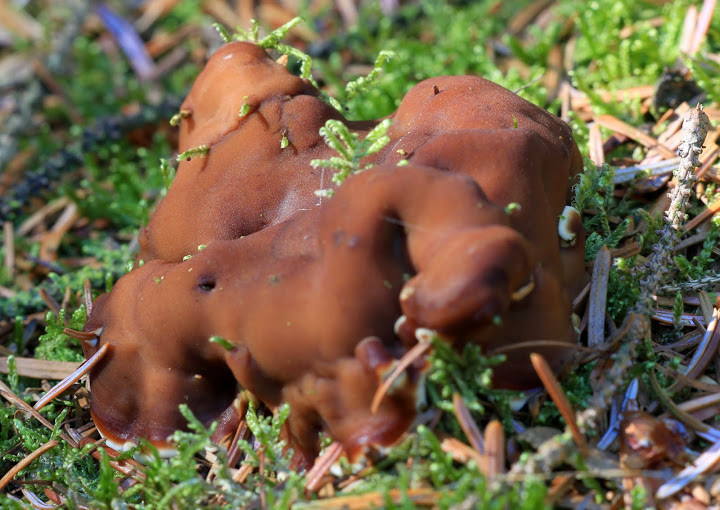
Rhizina undulata
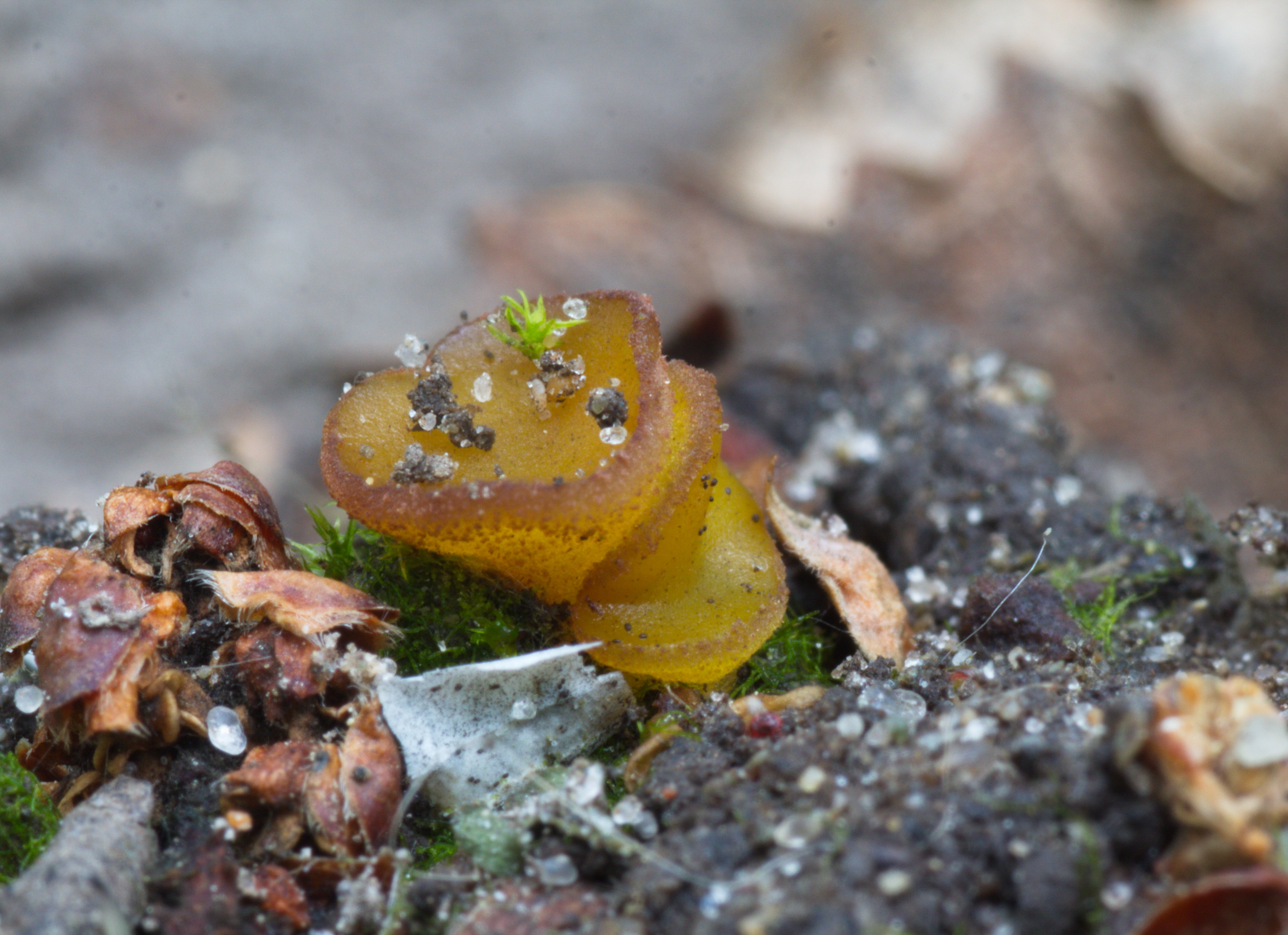
Ascobolus foliicola, hovník navzdory jménu rostoucí na rostlinných zbytcích
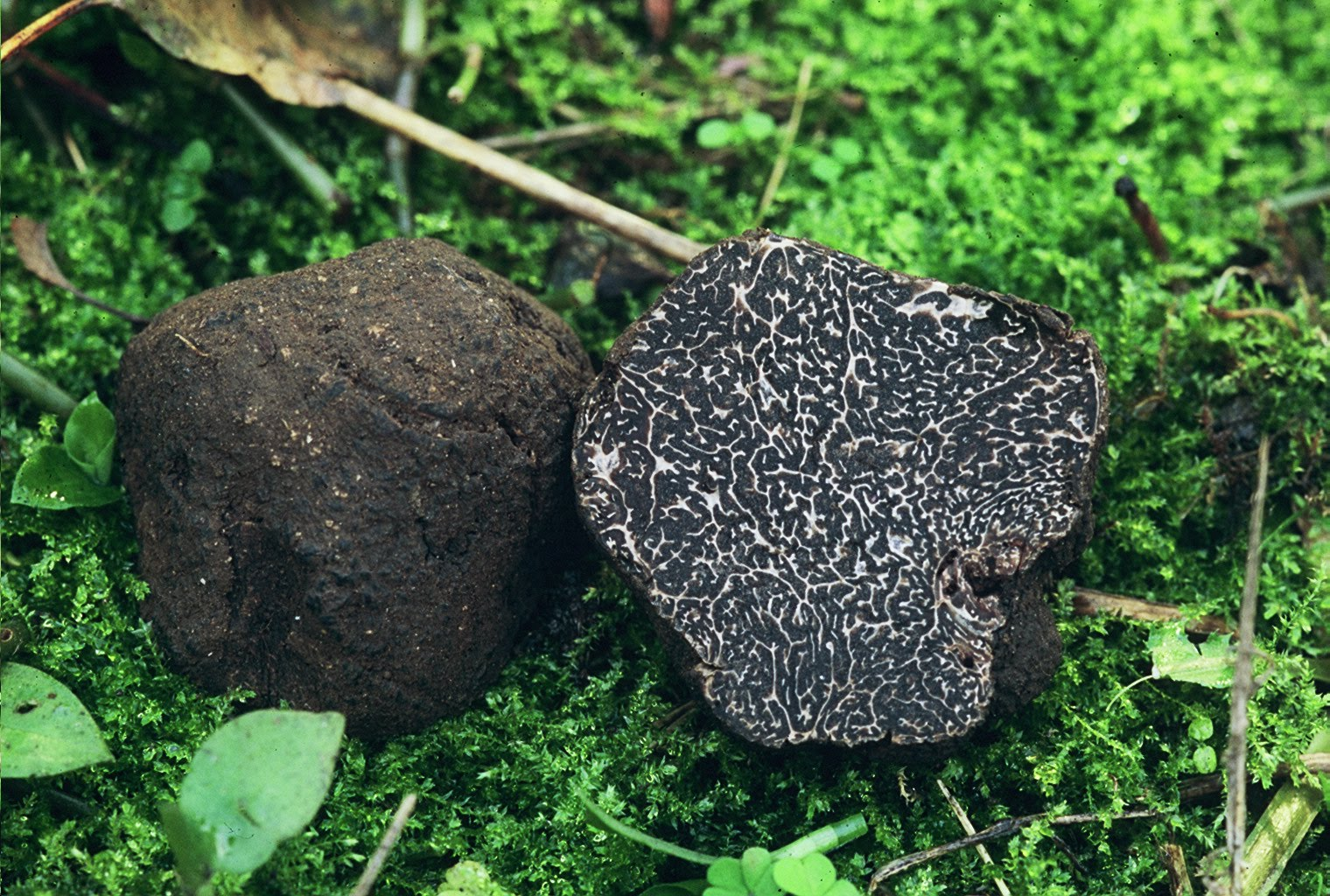
Tuber melanosporum
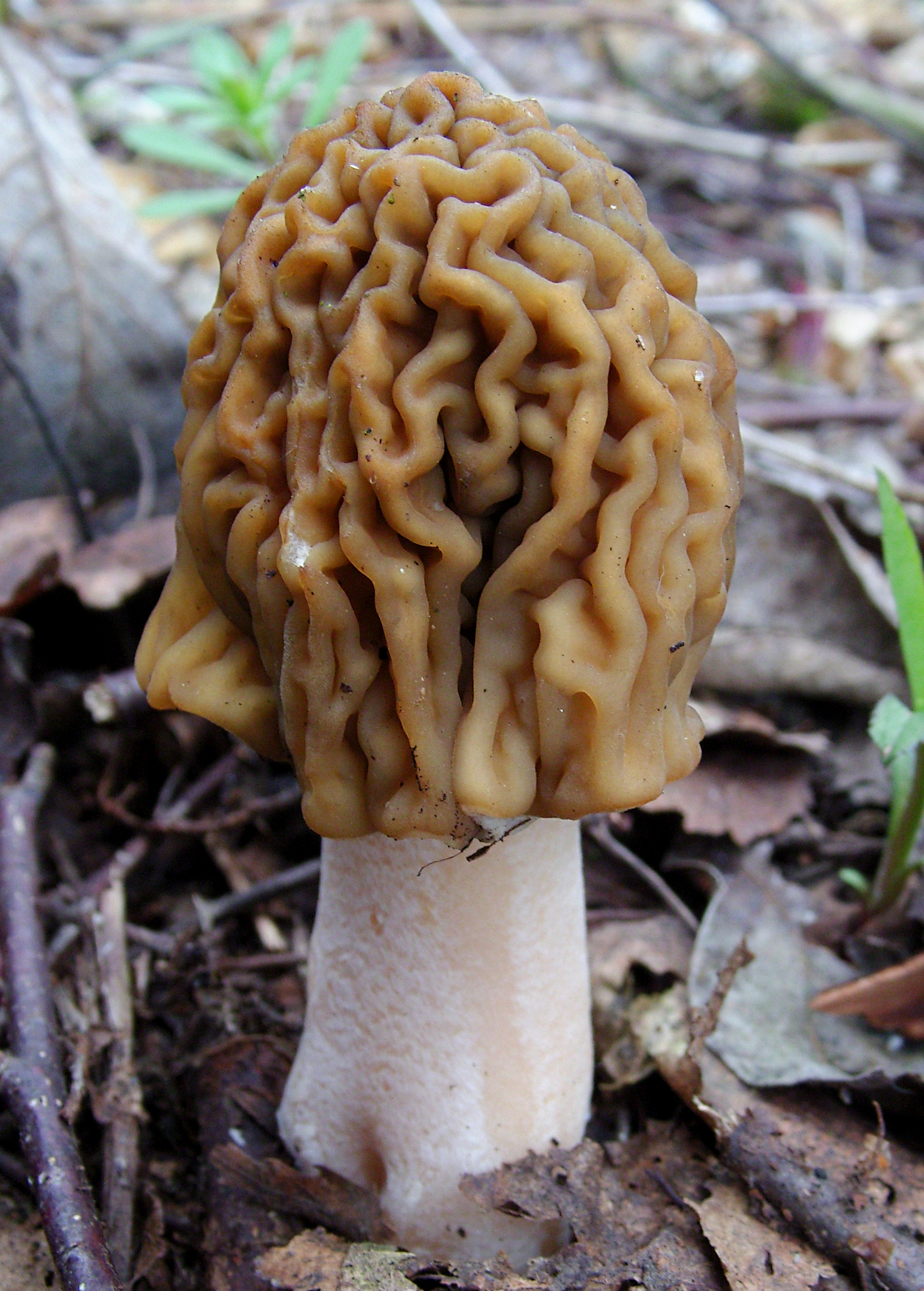
Verpa bohemica